# Kecamatan Kubu (distrikt i Indonesien, Kepulauan Riau)
Kecamatan Kubu är ett distrikt i Indonesien.   Det ligger i provinsen Kepulauan Riau, i den västra delen av landet, 1 100 km nordväst om huvudstaden Jakarta.